# 童楷
童楷（？—？年），應天府上元县民籍直隶華亭縣人。明朝政治人物。

## 生平
正德五年（1510年）庚午科應天府乡试第九名舉人，九年（1514年）甲戌科三甲第250名進士，官府学教授。